# 南遣艦隊
南遣艦隊（なんけんかんたい）は、大日本帝国海軍の部隊。
南遣艦隊の符号はKFで、第一南遣艦隊は1KF、第二南遣艦隊は2KF、第三南遣艦隊は3KF、第四南遣艦隊は4KFとなる。南遣艦隊を統轄する南西方面艦隊はGKF。

## 概要
南遣艦隊（なんけんかんたい）は、1941年（昭和16年）7月に日本軍が実施した南部仏印進駐および同作戦後の東南アジア方面警備のため、大本営直轄部隊として7月31日付で編制された。
8月11日、第二遣支艦隊より仏印以南の作戦任務を引き継いだ。
10月21日、連合艦隊に編入された。
12月8日の太平洋戦争（大東亜戦争）勃発以後、終戦までにのべ5個艦隊が東南アジアの駐留・防衛のために編成された。
1942年（昭和17年）1月3日、従来の南遣艦隊は第一南遣艦隊に改称、フィリピン方面警備を担当する第三南遣艦隊が新編された。
蘭印作戦達成にともない、同年3月10日付で第三艦隊や第五水雷戦隊が解隊され、同隊所属戦力を再編して第二南遣隊艦隊が新編された。
同年4月10日、第二段作戦開始にともなう戦時編制改定により、第一・第二・第三南遣艦隊ふくめ南西方面全般を統括する南西方面艦隊が新編され、第二南遣艦隊司令長官が南西方面艦隊司令長官を兼任した。第二南遣艦隊長官と南西方面艦隊長官の兼任は1943年（昭和18年）4月まで続いた。
1943年（昭和18年）11月30日、第二南遣艦隊の担当区域を分割する形で第四南遣艦隊が新編され、南西方面艦隊に加えられた。第四南遣艦隊は豪北方面（西部ニューギニア）の作戦を担当したが、1945年（昭和20年）3月10日に解隊された。
連合軍のフィリピン反攻にともなうルソン島地上戦でルソン島所在の南西方面艦隊司令部（第三南遣艦隊司令部兼務）が孤立したため、海軍は2月5日附で第十方面艦隊を新編する。第一南遣艦隊（第13航空艦隊）と第二南遣艦隊は第十方面艦隊の主力部隊として、ひきつづき東南アジア方面の作戦を担当して終戦を迎えた。

## 第二次世界大戦以前
「南遣」の名を関した日本海軍の部隊は、日露戦争中に南シナ海沿岸の要地偵察やバルチック艦隊用の物資輸送を妨害するために派遣された「南遣支隊」を嚆矢とする。
第一次世界大戦が勃発すると、日英同盟を結んでいた大日本帝国は連合国として参戦、極東で日独戦争が始まった。太平洋におけるドイツ帝国の植民地（南洋諸島植民地）制圧や、ドイツ帝国海軍 (Kaiserliche Marine) の東洋艦隊に対処するため、戦力が抽出された。
まず開戦と同時に通商破壊に乗り出したドイツ帝国海軍の小型巡洋艦エムデン (SMS Emden) に対処するため、伊吹艦長加藤寛治大佐が指揮する特別南遣枝隊（巡洋戦艦〈伊吹〉、二等巡洋艦〈筑摩〉）が編成され、イギリス海軍の支那艦隊（ジョラム司令長官、山梨勝之進中佐派遣中）と協力してシーレーン保護任務に従事した。
日本本土からは第一艦隊より山屋他人中将が率いる巡洋戦艦4隻（金剛、比叡、鞍馬、筑波）が太平洋航路を保護するために出撃した。
そして1914年（大正3年）9月14日をもって南遣枝隊（巡洋戦艦鞍馬、筑波、装甲巡洋艦浅間、駆逐艦海風、山風）が編成され、カロリン諸島一帯を占領した。南遣枝隊には所属していないが、戦艦香取も同方面で行動し、サイパン島を占領している。なお第二南遣枝隊の新編により、第一南遣枝隊に改称した。
1914年（大正3年）10月1日、松村龍雄少将を司令官とする第二南遣枝隊が編成された。最初期の編成は、戦艦薩摩、二等巡洋艦矢矧、平戸、補給艦であった。同年12月8日のフォークランド沖海戦でシュペー提督のドイツ東洋艦隊は全滅し、第一南遣枝隊および第二南遣枝隊とも、まもなく解隊された。

## 南遣艦隊
最初の南遣艦隊は、1941年（昭和16年）7月10日に昭和天皇の裁可を得て、7月31日に佐世保で編制された。初代の南遣艦隊司令長官は、平田昇海軍中将。
当時の日本海軍は南部仏印進駐にともない、支那方面艦隊隷下の第二遣支艦隊（旗艦：足柄、指揮官：新見政一第二遣支艦隊司令長官）を基幹戦力とする「ふ号作戦部隊」をもって「ふ号作戦」を実施しており、日本軍は8月上旬に南部仏印進駐を完了した。
南遣艦隊新設の準備は既にはじまっていたが、南部仏印進駐成功の見通しがついたため、前述の7月31日をもって発足した。これは、中国大陸沿岸（南支）を主担当海域とする第二遣支艦隊を南部仏印に配置するのは不適当で、警備部隊が必要とされた為の処置である。関係各国との政治的な配慮を行う関係から連合艦隊（作戦担当）から分離され、大本営直属艦隊となった。新編時の南遣艦隊は、連合艦隊・支那方面艦隊とならぶ外戦部隊の一つであった。
8月1日、平田長官は東京駅を出発する。8月2日、平田長官は南遣艦隊旗艦を香取型練習巡洋艦香椎（同艦は前月7月15日に竣工）に指定する。
8月11日午前7時、香椎はサンジャック沖合に到着した。同日12時30分、新見中将（ふ号作戦部隊指揮官）は平田長官に事務の引継を完了する（ふ号作戦部隊は解散）。支那方面艦隊はフランス領インドシナ方面に於ける任務を解かれ、同方面は南遣艦隊の担当となった。主力となるのは地上部隊の第81警備隊（定員150名）で、海軍が建造した艦艇は練習巡洋艦1隻（香椎）と海防艦1隻（占守）に過ぎない。実態は、海軍根拠地隊に近いものだった。
しかし、南部仏印進駐により日本国と連合国の関係は決定的に悪化する。
10月18日、南遣艦隊司令長官は平田中将から小沢治三郎中将に交代した。
太平洋戦争開戦準備に伴い、南遣艦隊は10月21日附で連合艦隊に編入された。平田前長官は日本に帰国後、天皇に拝謁した。
陸軍のマレー作戦を援護すべく、大本営と連合艦隊司令部は南遣艦隊の戦力を増強した。一度に集結させると敵に作戦意図を察知される恐れがあったため、海上戦力は1941年11月末まで、航空戦力は12月2日までに進出した。
馬来部隊指揮官（南遣艦隊司令長官）小沢治三郎中将は陣頭指揮の関係上、旗艦用の重巡洋艦を連合艦隊に要求する。途中、第二艦隊司令長官近藤信竹中将（南方部隊指揮官）から「南遣艦隊司令長官（小沢）が前線に赴く必要は無い。サイゴンの陸上基地か『香椎』から指揮を執ればよいではないか」と妨害されたが、山本五十六連合艦隊司令長官は小沢中将の要請を是として重巡洋艦「鳥海」を追加した。
南遣艦隊司令長官小沢治三郎中将を指揮官とする馬来部隊は1941年（昭和16年）11月26日に海南島三亜市に集結を完了し、マレー攻略を目指す第25軍の第一次船団も三亜に集結した。12月4日、山下奉文陸軍中将指揮下の第25軍の上陸船団を護衛して、馬来部隊は三亜を出航した。開戦前の12月6日の現地時間午前11：30に仏印最南端カモー岬を西進中、イギリスの大型偵察機2機が接近したため、撃墜している。
12月8日夜半、マレー半島コタバル上陸を皮切りに陸軍の南方作戦を支援した。マレー沖海戦では、南遣艦隊麾下の基地航空隊がイギリス海軍の戦艦プリンス・オブ・ウェールズと巡洋戦艦レパルスを撃沈している。増勢された部隊以外はツダウム飛行場やサンジャック停泊地（現在のブンタウ）の警備を担当する。根拠地隊の海軍陸戦隊は、陸軍のマレー半島・シンガポール攻略部隊を追って南下した。
年が明けて1942年（昭和17年）1月3日、フィリピン攻略・警備部隊の第三南遣艦隊が新編されたことを機に南遣艦隊は第一南遣艦隊に改名し（小沢司令長官、澤田参謀長以下留任）、引き続きシンガポール占領のため、マレー半島やボルネオ方面作戦を継続した。南方作戦（マレー作戦・蘭印作戦）が一段落後の同年4月以降、増勢された部隊は日本本土に帰還した（詳細後述）。

### 編制

#### 1941年7月31日、新編時の編制
- 練習巡洋艦「香椎」[54]（艦隊旗艦）[75]
- 海防艦「占守」（900トン級海防艦）
- 特設砲艦兼敷設艦「金剛山丸」（2,000トン級特設砲艦）
- 特設掃海艇「音羽丸」（200トン級掃海艇）、「留萌丸」（200トン級掃海艇）
- 第81警備隊（定員150名）
- 第81通信隊

#### 1941年12月10日、太平洋戦争開戦時の編制
- 香椎・占守
- 第9根拠地隊
  - 初鷹
  - 第1掃海隊
  - 第11駆潜隊・相良丸・永興丸・長沙丸
  - 第91駆潜隊・野鳥丸
  - 第91警備隊・第91通信隊
- 第11特別根拠地隊
  - 永福丸
  - 第81通信隊

#### 1941年12月2日 - 1942年4月10日の間増加された戦力
- 旗艦：重巡洋艦鳥海（第二艦隊、第4戦隊より）
- 第七戦隊（第二艦隊より）：重巡洋艦熊野・鈴谷・最上・三隈
- 第三水雷戦隊（第一艦隊より）：軽巡洋艦川内
  - 第11駆逐隊：吹雪・白雪・初雪
  - 第12駆逐隊：叢雲・東雲・白雲
  - 第19駆逐隊：磯波・浦波・敷波・綾波
- 第4潜水戦隊（連合艦隊直属より）軽巡洋艦鬼怒・特設潜水母艦名古屋丸
  - 第18潜水隊：伊53・伊54・伊55
  - 第19潜水隊：伊56・伊57・伊58
  - 第21潜水隊：呂33・呂34
- 第5潜水戦隊（連合艦隊直属より）軽巡洋艦由良・特設潜水母艦りおでじゃねろ丸
  - 第28潜水隊：伊59・伊60
  - 第29潜水隊：伊62・伊64
  - 第30潜水隊：伊65・伊66
- 第9潜水隊（第三艦隊第6潜水戦隊より）：機雷敷設潜水艦伊123・伊124
- 第4航空戦隊（当初は比島部隊だったが、蘭印作戦時に馬来部隊へ加入）：軽空母龍驤、駆逐艦汐風
- 第12航空戦隊（第三艦隊より）：特設水上機母艦神川丸・山陽丸・機雷敷設艦辰宮丸（第三艦隊第17戦隊より）・長沙丸
- 第22航空戦隊（第十一航空艦隊より）
  - 元山海軍航空隊
  - 美幌海軍航空隊
- 第12駆潜隊：第7号駆潜艇、第8号駆潜艇、第9号駆潜艇
- 第12特別根拠地隊
- 通信隊・海軍陸戦隊一個中隊：工作艦朝日・病院船朝日丸・給炭艦室戸（連合艦隊附属より）

### 歴代司令長官
1. 平田昇中将：1941年7月31日[42]  - 1941年10月18日[59]
2. 小沢治三郎中将：1941年10月18日[59] - 1942年1月3日[72]（第一南遣艦隊へ改名後も留任）

### 歴代参謀長
1. 澤田虎夫少将：1941年7月31日[42] - 1942年1月3日[72]（第一南遣艦隊へ改名後も留任）

## 第一南遣艦隊
第一南遣艦隊は、1942年（昭和17年）1月3日の第三南遣艦隊新設に伴い、先述の南遣艦隊（司令長官小沢治三郎中将）を改名したものである（小沢司令長官、澤田参謀長など留任）。南遣艦隊の任務を引き継ぎ、馬来部隊としてシンガポールの戦い・蘭印作戦・ニコバル諸島攻略・ビルマ作戦を支援した。
南方作戦終了後、臨時編入されていた重巡鳥海などはミッドウェー作戦にそなえて日本本土へ帰還した。第一南遣艦隊旗艦は香椎に戻った。第一南遣艦隊はシンガポールに司令部を置き、マレー半島・インドシナ・ビルマ・ニコバル諸島・アンダマン諸島に根拠地隊を置いた。各地での局地戦（空襲、潜水艦戦）で小規模な損害を重ねたが、主戦場とならなかったために、大規模な損害は受けなかった。
改称当時、引き続き連合艦隊の指揮でマレー作戦・蘭印作戦に従事した。1942年（昭和17年）4月10日、3個南遣艦隊が連合した南西方面艦隊が発足すると、南西方面艦隊の指揮下に置かれた。1943年（昭和18年）4月15日に南西方面艦隊司令部と第二南遣艦隊司令部が分離し、第一南遣艦隊は兵力部署において西方部隊となった。
太平洋戦争末期の1945年（昭和20年）1月8日、南西方面艦隊より第十三航空艦隊がのぞかれて第一南遣艦隊に編入され、第一南遣艦隊司令長官田結穣中将が第13航空艦隊司令長官を兼任した。
同日附で第二航空艦隊（司令長官福留繁中将、参謀長菊池朝三少将）が解隊され、幕僚は水上機でマニラを脱出、カムラン湾を経由してシンガポールに移動した。福留は、第一南遣艦隊司令長官達が平時の服装であることに「日本の戦争地域にまだこんな平和な地が残っているのか」と感嘆したという。
1月13日、福留中将は第一南遣艦隊司令長官兼第十三航空艦隊司令長官に任命された。
同時期、ルソン島マニラに司令部を置いていた南西方面艦隊/第三南遣艦隊（司令長官大川内伝七中将、参謀長有馬馨少将）は、フィリピン地上戦に巻き込まれて機能を失った。
2月5日、日本海軍は第五艦隊（司令長官志摩清英中将）を解隊し、第十方面艦隊（司令長官福留繁中将、参謀長朝倉豊次少将）を新編する。
第一南遣艦隊と第二南遣艦隊は南西方面艦隊からのぞかれて他部隊（第十三航空艦隊・第五戦隊など）と共に第十方面艦隊に編入されて「西部方面部隊」となり、終戦まで駐留を継続した。戦艦と水雷戦隊は、2月中旬に実施された北号作戦により内地に撤収したため、第十方面艦隊は重巡4隻（羽黒、足柄、妙高、高雄）と少数の駆逐艦、基地航空隊で連合国軍の反攻に備えた。制海権も失われており、5月中旬にはニコバル諸島方面輸送作戦に従事していた重巡羽黒が撃沈され、駆逐艦神風も小破した（ペナン沖海戦）。重巡足柄も潜水艦の雷撃で失われた。ビルマ方面（第13根拠地隊、司令官田中頼三少将）の戦局も悪化する一方であった。
なお、第十方面艦隊司令部（司令長官・参謀長）はひきつづき第一南遣艦隊司令部および第十三航空艦隊司令部を兼任した。9月2日、シンガポールにて南方陸海軍の降伏式が行われた。

### 編制

#### 1942年4月10日、南西方面艦隊新編時の編制
- 直属：香椎・占守
- 第9根拠地隊（マレー半島防衛。司令部はペナン島）
  - 初鷹・永興丸
  - 第11・91駆潜隊
  - 第11潜水艦基地隊
- 第10特別根拠地隊[99]（インドシナ防衛。司令部はサイゴン）
  - 第7号掃海艇・長沙丸・第44掃海隊
  - 第10通信隊・第10港務部
- 第11特別根拠地隊（シンガポール防衛。司令部はシンガポール）
  - 第19・20・21号駆潜艇・永福丸
  - 第11通信隊
- 第12特別根拠地隊[100]（ニコバル諸島・アンダマン諸島防衛。司令部はポートブレア）
  - 雁・江祥丸・第41掃海隊
  - 第12通信隊
- 附属：勝力・相良丸
  - 第5駆逐隊：朝風・春風・松風・旗風
  - 第3測量隊・第40航空隊

※1943年、ビルマに第13根拠地隊を増設（第12特別根拠地隊の一部を割譲）

#### 1944年4月1日、戦時編制制度改定後の編制
- 第9特別根拠地隊
  - 敷設艦:初鷹
  - 特設艦:永興丸
  - 第11駆潜隊
- 第10特別根拠地隊
  - 掃海艇:第7号掃海艇
  - 第44掃海隊
  - 第9警備隊
  - 第11潜水艦基地隊
  - 第10港務部
  - 第23衛所隊
- 第11特別根拠地隊
  - 駆潜艇:第19号・第20号・第21号・第41号・第43号
  - 特設艦:永福丸
- 第12特別根拠地隊
  - 水雷艇:雁
  - 特設艦:江祥丸
  - 第14警備隊
  - 第25警備隊
  - 第21衛所隊
  - 第22衛所隊
- 第13根拠地隊
  - 第12警備隊
  - 第13警備隊
  - 第17警備隊
  - 第12通信隊
- 敷設艦:八重山
- 駆逐艦:天津風
- 第21魚雷艇隊
  - 第936海軍航空隊
  - 第34防空隊　
  - 第51防空隊　
  - 第55防空隊　
  - 第58防空隊　
  - 第70防空隊　
  - 第88防空隊　
  - 第102防空隊　
  - 第104防空隊　
  - 第108防空隊　
  - 第112防空隊
- 第40設営隊
- 第231設営隊
- 第234設営隊

#### 1945年6月1日、最終時の編制
- 第9特別根拠地隊
  - 初鷹
- 第10特別根拠地隊
  - 第4・34号駆潜艇・第44掃海隊
  - 第10港務部・第10通信隊
- 第11根拠地隊
  - 第41・43号駆潜艇
  - 第10・11警備隊
- 第12特別根拠地隊
  - 雁
  - 第14・25警備隊
- 第13特別根拠地隊
  - 第12・13・17警備隊
- 第15根拠地隊
  - 第11駆潜隊
  - 第9警備隊・第11潜水艦基地隊
- 附属：妙高・高雄・第61号海防艦・第57号駆潜艇
  - 第3110設営隊

### 歴代司令長官
1. 小沢治三郎中将：1942年1月3日[72]（※実質的に南遣艦隊司令長官の留任） - 7月14日[101]
2. 大川内伝七中将：1942年7月14日[101] - 1943年9月20日[102]
3. 田結穣中将：1943年9月20日[102] - 1945年1月8日（第十三航空艦隊司令長官兼任）[83] - 1月13日[86]
4. 福留繁中将：1945年1月13日（第十三航空艦隊司令長官兼務）[86] - 2月5日（従来職に加えて第十方面艦隊司令長官兼務）[91]　- （降伏）

### 歴代参謀長
1. 澤田虎夫少将：1942年1月3日[72]（※実質的に南遣艦隊参謀長の留任） - 6月20日[103]
2. 浜田浄大佐/少将：1942年6月20日[103] - 1943年8月27日[104]
3. 鳥越新一少将：1943年8月27日[104] - 1944年8月16日[105]
4. 朝倉豊次少将：1944年8月16日[105] - 1945年1月8日（第十三航空艦隊司令長官兼任）[83] - 2月5日（従来職に加えて第十方面艦隊参謀長兼任）[91] - （降伏）

### 上級部隊
- 南西方面艦隊：1942年4月10日 -
- 第十方面艦隊：1945年2月5日 -（降伏）

## 第二南遣艦隊
1942年（昭和17年）3月10日、蘭印作戦の目途がついたことで日本海軍は第三艦隊（司令長官高橋伊望中将）や麾下の第五水雷戦隊（司令官原顕三郎少将）等を解隊・再編・改称し、第二南遣艦隊を新編した（司令長官高橋伊望中将）。
4月10日、日本海軍は第二段作戦方針に基づき戦時編制の改定を実施する。この中で、南西方面全体を統轄する南西方面艦隊を新編した。南西方面艦隊は、三個艦隊（第一南遣艦隊、第二南遣艦隊、第三南遣艦隊）を麾下に置き、また軍政も担当した。第二南遣艦隊司令長官高橋伊望中将が南西方面艦隊司令長官を兼務した。
南西方面艦隊発足後も、第二南遣艦隊は東印部隊として引き続きインドネシア方面の作戦に従事した。重巡洋艦足柄と第十六戦隊（名取、鬼怒、長良、五十鈴）が発足当初の主力艦艇だったが、はやくも4月に長良が第十戦隊旗艦に転用され、9月下旬には五十鈴も第二水雷戦隊旗艦に引き抜かれてしまった。
最初の1年間は、南西方面艦隊司令部の直卒部隊として司令部を兼任していた。9月15日、第二南遣艦隊司令長官（南西方面艦隊司令長官兼任）は高橋中将から高須四郎中将に交代した。
1943年（昭和18年）1月中旬にはアンボン島港外で軽巡名取が潜水艦の雷撃と空襲で大破、第二南遣艦隊の大型艦船は足柄と軽巡2隻のみとなる。
4月15日、第二南遣艦隊司令長官に岩村清一中将が任命され、南西方面艦隊司令部と分離した（高須中将は南西方面艦隊長官専任）。足柄と第十六戦隊も南西方面艦隊直率部隊となり、第二南遣艦隊は軍政関係を主に担任することになった。第二南遣艦隊は軍隊区分において東印部隊となった。この頃から連合軍の空襲が激しくなった。
第二南遣艦隊はボルネオ島・セレベス島・スンダ列島・西ニューギニアを管轄したが、広大すぎることから11月30日に第四南遣艦隊を新編し（南西方面艦隊麾下）、東部の管轄区域を移譲した。大規模な戦闘は経験せず、潜水艦攻撃と機動部隊の空襲によって消耗した。
1945年（昭和20年）2月5日の第十方面艦隊新編にともない（上述）、第一南遣艦隊と第二南遣艦隊は南西方面艦隊からのぞかれて第十方面艦隊へ編入された。
また第四南遣艦隊は同年3月10日に解散したが、麾下部隊は第二南遣艦隊に復帰することなく、第十方面艦隊直卒となった。

### 編制

#### 1942年3月10日、改称時の編制
- 直属：重巡洋艦足柄・機雷敷設艦厳島
- 第16戦隊：名取・鬼怒・五十鈴[注釈 9]・長良[注釈 10]・球磨（1942年9月10日、第十六戦隊編入）
- 第21特別根拠地隊（ジャワ島防衛。司令部はスラバヤ）
  - 第8・11・12号掃海艇・第1～3号駆潜艇
  - 第932海軍航空隊・第21通信隊・第21潜水艦基地隊・第1港務部
- 第22特別根拠地隊（ボルネオ島防衛。司令部はバリクパパン）
  - 第16号掃海艇・第4～6号駆潜艇
  - 第2警備隊・第2港務部
- 第23特別根拠地隊（セレベス島防衛。司令部はマカッサル）
  - 蒼鷹・新興丸・第54駆潜隊
  - 第3・6警備隊
- 第24特別根拠地隊（スンダ列島・ニューギニア防衛。司令部はアンボン）
  - 友鶴・雉
  - 第934海軍航空隊・第4警備隊・第24通信隊
- 附属：筑紫・山陽丸・第2砲艦隊
  - 第35航空隊・第1測量隊・横須賀鎮守府第1・3特別陸戦隊

#### 1944年4月1日、戦時編制制度改定後の編制
- 第21特別根拠地隊
  - 第11・12・101号掃海艇・第104号哨戒艇・第1～3号駆潜艇
  - 第932海軍航空隊・第3警備隊・第21潜水艦基地隊・第1港務部
- 第22特別根拠地隊
  - 第4～6号駆潜艇・第2・36号哨戒艇
  - 第2警備隊・第2港務部
- 第23特別根拠地隊
  - 第8号掃海艇
- 附属：第102号哨戒艇・萬洋丸・大興丸
  - 第33・53・101・103・109・113防空隊・第24・201・241設営隊

#### 1945年6月1日、最終時の編制
- 第21特別根拠地隊
  - 第3警備隊　
  - 第4警備隊　
  - 第5警備隊　
  - 第6警備隊
  - 第21潜水艦基地隊
  - 第1港務部
  - 第21通信隊
- 第22特別根拠地隊
  - 第2警備隊
  - 第2港務部
- 第23特別根拠地隊
  - 第8警備隊
- 附属
  - 第7特設輸送隊
- 所属艦艇
- 潜水艦:2隻
- 他軍艦:2隻
- 駆潜艇:第1号駆潜艇、第2号駆潜艇、第3号駆潜艇、第4号駆潜艇、第5号駆潜艇、第56号駆潜艇
- 哨戒艇:第2号哨戒艇、第36号哨戒艇、第106号哨戒艇、第109号哨戒艇
- 掃海艇:第8号掃海艇
- 上陸用舟艇:2隻
- 輸送船:2隻
- 特設艦船:4隻
- 通信艦艇:2隻

### 歴代司令長官
1. 高橋伊望中将：1942年3月10日[107]（※実質的に第三艦隊司令長官の留任） - 4月10日[18]（南西方面艦隊司令長官兼務） - 9月15日[111]
2. 高須四郎中将：1942年9月15日（南西方面艦隊司令長官兼任）[111] -　1943年4月15日[注釈 11]
3. 岩村清一中将：1943年4月15日[20] - 9月3日[125]
4. 三川軍一中将：1943年9月3日[125] - 1944年6月18日[123]
5. 河瀬四郎中将：1944年6月18日[123] - 1945年1月29日[126]
6. 柴田弥一郎中将：1945年1月29日[126] -（降伏）

### 歴代参謀長
1. 中村俊久少将：1942年3月10日（※実質的に第三艦隊参謀長の留任） - 4月10日[18]（南西方面艦隊参謀長兼務） - 1942年11月10日[127]
2. 多田武雄少将：1942年11月10日[127]　- 1943年4月15日[注釈 12]
3. 松崎彰大佐：1943年4月15日[20] - 1945年1月19日[129]
4. 長谷真三郎少将：1945年1月19日[129] -（降伏）

### 上級部隊
- 南西方面艦隊：1942年4月10日 -
- 第十方面艦隊：1945年2月5日 -（降伏）

## 第三南遣艦隊
1942年（昭和17年）1月3日、フィリピン攻略・警備・海上交通保護のため、軽巡洋艦「球磨」、敷設艦「八重山」、砲艦隊1隊、特別根拠地隊2隊と附属隊をもって発足した。比島作戦に協力していた第三艦隊の大部分は、一部兵力を残してさらに南方のインドネシア攻略に向かった。
新編時の第三南遣艦隊は連合艦隊に属し、南方部隊指揮官近藤信竹中将（第二艦隊司令長官）の指揮下におかれた。
第三南遣艦隊令長官に親補された杉山六蔵海軍中将は、1月6日に高雄市で軽巡球磨に将旗を掲げた。続いて1月9日にマニラへ進出、陸上に司令部を置いた。当初の任務は、マニラ湾口の封鎖や、フィリピン各地の制圧・占領であった。
2月には第一砲艦隊・第51・53駆潜隊・第31・32航空隊を増勢、2月中旬に水雷艇3隻（13日〈雉・鴻〉、15日〈粟〉）、3月6日に第6駆逐隊（響・暁・雷・電）が編入された。
同年4月10日に南西方面艦隊が発足すると、第三南遣艦隊も麾下に入った。当時、アメリカ軍のコレヒドール要塞は陥落しておらず、日本陸軍の第14軍に協力してマニラ方面の作戦に従事した。またフィリピン各地の島嶼を占領するため、護衛艦艇として第二水雷戦隊と第四水雷戦隊から駆逐隊が増強された。
5月上旬に要塞が陥落しフィリピンの米軍が降伏すると、増援の駆逐隊（第2駆逐隊〈村雨、五月雨、夕立、春雨〉、第24駆逐隊〈海風、山風、江風〉、第15駆逐隊〈親潮、黒潮、早潮〉）は原隊に復帰してミッドウェー作戦に参加した（フィリピンの戦い）。
陸海軍の協定により、海軍は中部・南部フィリピンの防衛担当となったため、ルソン島は陸軍に任せて規模を縮小している。しかし1944年（昭和19年）夏より、フィリピン奪還に備えて再びルソン島の増強を図っている。5月21日、南方軍総司令部はシンガポールからマニラに移転した。南西方面艦隊司令部も7月中旬に軽巡洋艦大井と駆逐艦敷波を利用してジャワ島スラバヤからフィリピンのマニラに移った。
8月15日より三川軍一南西方面艦隊司令長官が第三南遣艦隊司令長官を兼任した。
9月10日、ダバオ誤報事件が起きる。捷一号作戦実施中の同年11月1日、第三南遣艦隊（南西方面艦隊、第十三航空艦隊）司令長官は三川中将から大川内伝七中将に交代した。
第三南遣艦隊参謀長も島本少将から第31特別根拠地隊司令官有馬馨少将に交代し、有馬は四職（南西方面艦隊参謀長、第三南遣艦隊参謀長、第十三航空艦隊参謀長、第31特別根拠地隊司令官）を兼任した。
11月17日、第31特別根拠地隊司令官に岩淵三次少将が任命された。
フィリピン攻防戦にともなうルソン島地上戦（昭和20年1月初旬以降）が始まると、マニラ市街戦により第31特別根拠地隊は壊滅（マニラ大虐殺）、岩淵少将も戦死した。山中に撤退した第三南遣艦隊（南西方面艦隊）司令部は孤立化した。大本営は、連携不能となった第一・第二南遣艦隊を統率するために、1945年（昭和20年）2月5日附で第十方面艦隊を新設せねばならなくなった（詳細既述）。

### 編制

#### 1942年1月3日、新編時の編制
- 直属：球磨・八重山
- 第31特別根拠地隊（ルソン島防衛。司令部はマニラ）
  - 第17・18号掃海艇・第31駆潜隊
- 第32特別根拠地隊（ミンダナオ島防衛。司令部はダバオ）
  - 武昌丸
- 附属：讃岐丸・日祐丸・第36共同丸
  - 第31航空隊・第2測量隊

#### 1942年7月14日、ミッドウェー海戦後の編制
- 直属：球磨・八重山

  - 第21航空戦隊：鹿屋海軍航空隊・東港海軍航空隊・葛城丸
  - 第23航空戦隊：高雄海軍航空隊・第3航空隊
- 第31特別根拠地隊
  - 第17・18号掃海艇・第31駆潜隊
- 第32特別根拠地隊
  - 武昌丸
- 附属：讃岐丸・日祐丸・第36共同丸
  - 第31航空隊・第2測量隊

#### 1944年4月1日、戦時編制制度改定後の編制
- 直属：津軽
- 第32特別根拠地隊
  - 第30号掃海艇
  - 第33警備隊
- 附属：唐津・隼・第36・45・46号駆潜艇・第103・105号哨戒艇・木曽丸
  - 第31海軍航空隊・第32海軍航空隊・第954海軍航空隊・第31警備隊・第31通信隊

#### 1945年6月1日、最終時の編制
- 第30根拠地隊
  - 第21号掃海艇
  - 西カロリン海軍航空隊・第45・46警備隊・第30港務部・第3通信隊・第6特設輸送隊
- 第31特別根拠地隊
  - 第35警備隊・第31港務部・第31通信隊
- 第32特別根拠地隊
  - 第33警備隊・第32通信隊・第10特設輸送隊
- 第33特別根拠地隊
  - 第36警備隊
- 附属：第21駆潜隊・第12魚雷艇隊・第25魚雷艇隊・第31魚雷艇隊
  - 第955海軍航空隊・第135・136・166～168・183～185・187・204～207防空隊
  - 第205・214・215・225・235・301・308・311・318・328・331・332・3011設営隊・第9特設輸送隊

### 歴代司令長官
1. 杉山六蔵中将：1942年1月3日[72] - 12月1日[151]
2. 太田泰治中将：1942年12月1日[151] - 1943年9月20日[102]
3. 岡新中将：1943年9月20日[102] - 1944年8月15日[144]
4. 三川軍一中将：1944年8月15日（※南西方面艦隊司令長官兼任）[注釈 17] - 11月1日[148]
5. 大川内伝七中将：1944年11月1日[148]（※南西方面艦隊司令長官、第十三航空艦隊司令長官兼任） - 1945年1月8日（免第十三航空艦隊司令長官）[83] -  （降伏）

### 歴代参謀長
1. 近藤泰一郎少将：1942年1月3日[72] - 1943年1月11日[152]
2. 橋本象造少将：1943年1月11日[152] - 1944年7月27日[153]
3. 島本久五郎少将：1944年7月27日[153] - 8月15日[144]（南西方面艦隊参謀副長兼任）[注釈 18] - 11月1日[148]
4. 有馬馨少将：1944年11月1日[148]（南西方面艦隊参謀長、第十三航空艦隊参謀長、第31特別根拠地隊司令官兼任）[注釈 19] - （降伏）

### 上級部隊
- 南西方面艦隊：1942年4月10日 -（降伏）

## 第四南遣艦隊
1943年（昭和18年）後半になると、日本軍はオーストラリアで反撃体制を整えた連合軍のフィリピン攻略に備えなくてはならなくなった。日本陸軍は10月30日に第2方面軍（司令官阿南惟幾陸軍中将）を豪北方面に転用し、日本海軍も11月1日に第26特別根拠地隊を新編した。11月30日、第二南遣艦隊を二分割し、東部方面の防衛を担当するために編制したのが第四南遣艦隊である。司令長官は山縣正郷中将。司令部はアンボン島に置かれた。スンダ列島やバンダ海周辺の島嶼部の防衛を担当した。1944年（昭和19年）の初期のうちに、第四南遣艦隊から西ニューギニアへの増援部隊を抽出することが決まり、同年5月、第九艦隊の本拠地ホーランディアが陥落する直前に、編制が完了したばかりの第28特別根拠地隊をビアク島に派遣した。しかしビアク島も連合軍の直撃を受け、半年間の籠城戦の末に玉砕した。その後連合軍はフィリピンに上陸したため、第四南遣艦隊は遊兵化した。
1945年（昭和20年）2月5日の第十方面艦隊新編時、日本陸軍と日本海軍は「南方方面作戦に関する陸海軍中央協定」を結ぶ。陸上防衛に関し、南方軍は第十方面艦隊と第四南遣艦隊を指揮することになった。第四南遣艦隊は3月10日に解散し、第十方面艦隊に吸収された。元司令長官の山縣中将は内地へ帰還中、搭乗機の遭難により消息不明になった。

### 編制

#### 1943年11月30日、新編時の編制
- 直属：厳島[155]
- 第24根拠地隊（スンダ列島防衛。司令部はフローレス島）（雉、鵲、第4警備隊〈ティモール島〉、第6警備隊〈スンバ島、フロレス島〉）
- 第25特別根拠地隊（セラム島防衛。司令部はアンボン）（若鷹、第125号駆潜艇、第7警備隊〈アルケイ、タンニバル島〉、第20警備隊〈セラム島〉、第24通信隊、第25号通信隊）
- 第26特別根拠地隊（ハルマヘラ島防衛。司令部はカウ）（蒼鷹、第18警備隊〈マノクワリ方面〉）
- 附属：第934航空隊・2個防空隊・第232設営隊

#### 1944年4月1日、戦時編制制度改定後の編制
- 直属：厳島
- 第24特別根拠地隊
  - 水雷艇:雉
  - 第4警備隊
  - 第6警備隊
- 第25特別根拠地隊
  - 急設網艦:若鷹
  - 第125駆潜隊
  - 第7警備隊
  - 第20警備隊
  - 第21警備隊
  - 第24通信隊
  - 第25通信隊
- 第26特別根拠地隊
  - 急設網艦:蒼鷹
  - 掃海艇:第4掃海艇
  - 掃海艇:第5号掃海艇
  - 第18警備隊
  - 第19警備隊
  - 第21警備隊
- 附属
  - 第50防空隊
  - 第56防空隊
  - 第105防空隊
  - 第106防空隊
  - 第107防空隊
  - 第110防空隊
  - 第114防空隊
  - 第115防空隊
  - 第202設営隊
  - 第203設営隊
  - 第213設営隊
  - 第224設営隊
  - 第225設営隊

#### 1945年3月1日、最終時の編制
- 第25特別根拠地隊
  - 第7警備隊
  - 第20警備隊
  - 第21警備隊
  - 第26警備隊
- 第26特別根拠地隊
- 第27警備隊
- 第18警備隊
- 第28特別根拠地隊

- 第33防空隊
- 第105防空隊
- 第36設営隊
- 第201設営隊
- 第202設営隊
- 第203設営隊
- 第224設営隊
- 第232設営隊

- 所属艦隊
- 初鷹型敷設艦：若鷹
- 他軍艦16隻
- 隼型水雷艇：雉
- 輸送船×12

### 歴代司令長官
1. 山縣正郷中将：1943年11月30日[157] - 1945年3月10日[158]（解隊後、帰国中に中国大陸で戦死、海軍大将に昇進）

### 歴代参謀長
1. 岡田為次少将：1943年11月30日[157] - 1945年3月10日[158]

### 上級部隊
- 南西方面艦隊（全期間）